# Vulpera

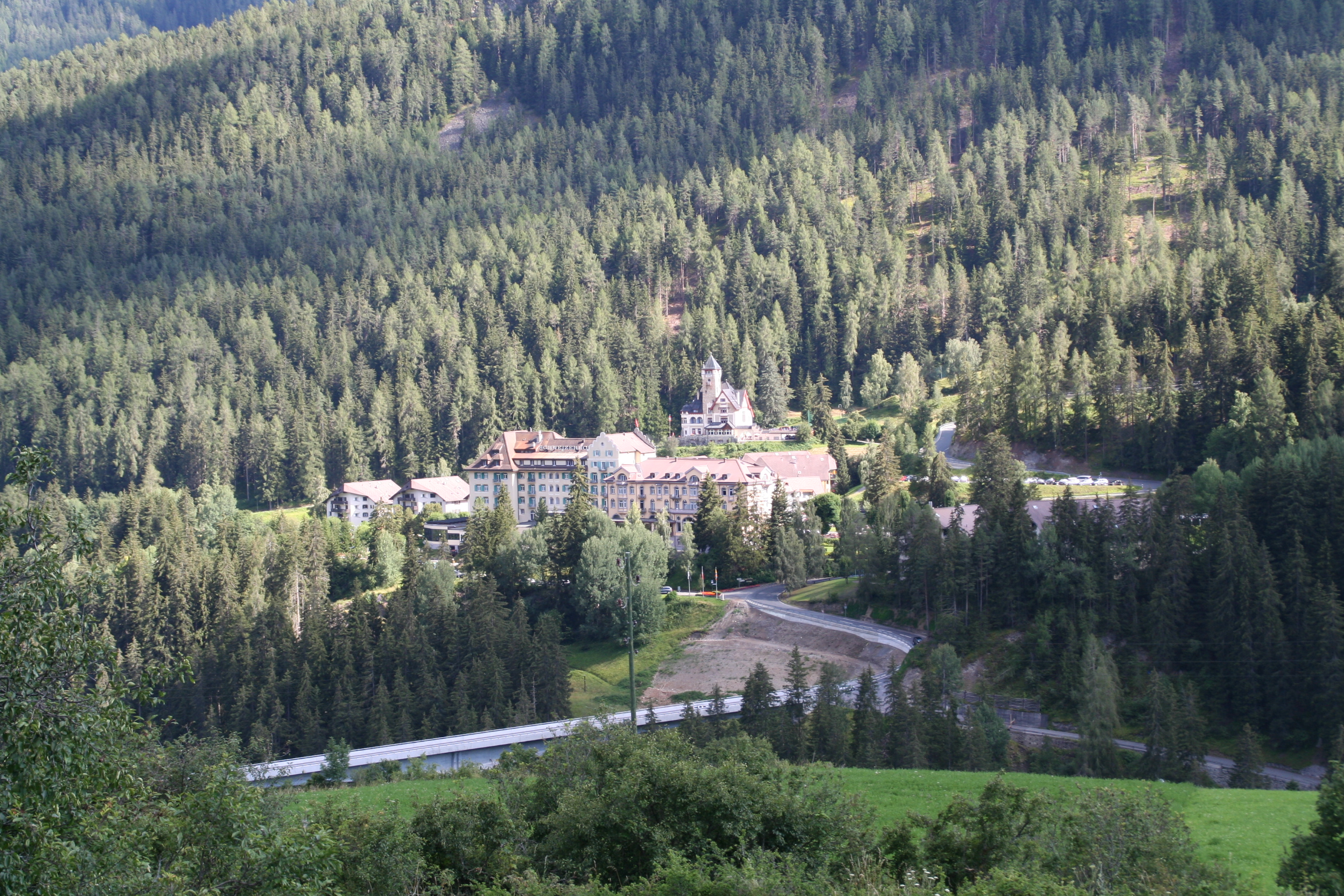
Vulpera

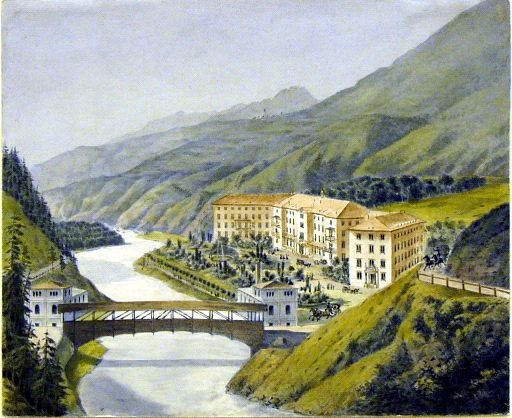
Pavilionul balnear Tarasp-Vulpera într-o acuarelă anonimă din jurul anului 1900

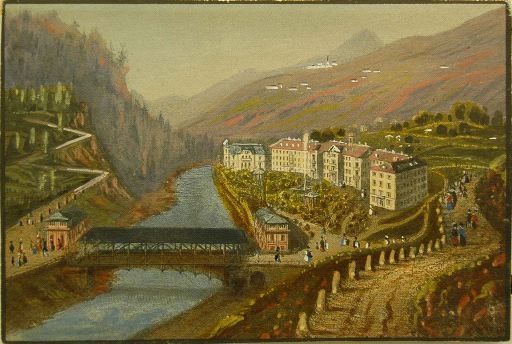
Pavilionul balnear Tarasp-Vulpera pe o placă de oțel realizată de un artist necunoscut pe la 1840

Vulpera ( [vʊlˈpɛːrɐ] (ajutor·info)) este o stațiune balnear-turistică în districtul Inn din cantonul elvețian Graubünden. Ea este situată la o altitudine de 1280 m, pe malul drept al Innului, în comuna Tarasp de pe valea Engadinei de Jos și în apropiere de capitala regională Scuol. Localitatea a fost proiectată ca o stațiune balneară ce urma să valorifice izvoarele minerale ale zonei, iar cea mai cunoscută clădire este Hotel Waldhaus Vulpera.

## Istoric
Vulpera a aparținut în perioada 1464-1803 domeniului Herrschaft Tarasp al Austriei, înainte de a intra împreună cu cantonul Graubünden în Confederația Elvețiană. Dezvoltarea turistică a localității a început în 1880 și se datorează fraților Caspar și Duri Pinösch, care au cumpărat terenuri și au construit hoteluri. Primul Război Mondial a produs un impas în activitatea economică a localității. Anul 1925 a reprezentat un nou început turistic, fiind construit un teren de golf și apoi, în 1930, un bazin de înot. La sfârșitul secolului al XX-lea a fost construită o reședință secundară. Turismul de iarnă este orientat în primul rând spre Motta Naluns.

## Populație
Populația este vorbitoare de retoromană (cu dialectul vallader) și de confesiune catolică (ca și cea din Tarasp), fiind aflată în mijlocul populației majoritar calvine din Engadina de Jos. Capela Sf. Ioan Botezătorul a fost construită în 1826.

## Transport
Începând cu 10 octombrie 2010 în Vulpera se ajunge de pe Punt d’En Vulpera/Tarasp, care înlocuiește vechiul traseu ce pornește din Nairs.